# TVCF
TVCF (티브이씨에프)는 (주)애드크림이 운영하고 있는 광고 전문 회사이다. TVCF는 방송통신위원회의 방송통신기금을 지원을 받아 구축, 운영하고 있다.

## 광고주
- 엔씨소프트
- 롯데웰푸드

## 웹사이트
- TVCF